# Nerobergbahn
Le funiculaire du Neroberg (en allemand : Nerobergbahn) est un funiculaire circulant entre la Nerotal (station basse) et le Neroberg (station haute), à Wiesbaden en Allemagne. Il a été ouvert en 1888.

## Fonctionnement
Le funiculaire du Neroberg est un funiculaire à contrepoids d'eau. Les cabines disposent chacune d'un réservoir d'eau dont le niveau est ajusté avant chaque voyage. Le supplément de poids dû à cette quantité d'eau fait descendre une cabine et remonter l'autre.
Les crémaillères auxiliaires, du système Riggenbach, ne servent qu'à la régulation de vitesse.